# Faculteit (wiskunde)
| {\displaystyle n} | {\displaystyle n!}        |
| ----------------- | ------------------------- |
| 0                 | 1                         |
| 1                 | 1                         |
| 2                 | 2                         |
| 3                 | 6                         |
| 4                 | 24                        |
| 5                 | 120                       |
| 6                 | 720                       |
| 7                 | 5 040                     |
| 8                 | 40 320                    |
| 9                 | 362 880                   |
| 10                | 3 628 800                 |
| 11                | 39 916 800                |
| 12                | 479 001 600               |
| 13                | 6 227 020 800             |
| 14                | 87 178 291 200            |
| 15                | 1 307 674 368 000         |
| 16                | 20 922 789 888 000        |
| 17                | 355 687 428 096 000       |
| 18                | 6 402 373 705 728 000     |
| 19                | 121 645 100 408 832 000   |
| 20                | 2 432 902 008 176 640 000 |

De faculteit van een natuurlijk getal {\displaystyle n}, genoteerd als {\displaystyle n!} en uitgesproken als {\displaystyle n} faculteit, is het product van de getallen {\displaystyle 1} tot en met {\displaystyle n}. Een belangrijke toepassing van de faculteit is in de combinatoriek, als antwoord op de vraag op hoeveel manieren {\displaystyle n} elementen kunnen worden gerangschikt. Zo'n rangschikking heet een permutatie en daarvan zijn er {\displaystyle n!}. Met behulp van dit resultaat worden ook de aantallen variaties en combinaties afgeleid. De faculteitsfunctie groeit snel, op den duur zelfs sneller dan een exponentiële functie. De eerste waarden voor {\displaystyle n} tot en met 20 staan hiernaast. 

## Definitie
De faculteit {\displaystyle n!} van het natuurlijke getal {\displaystyle n} is
{\displaystyle n!=\prod _{k=1}^{n}k=1\cdot 2\cdot 3\cdot \ldots \cdot n}
Recursief geldt dus voor de faculteit:
{\displaystyle n!=n(n-1)!}
Voor bijvoorbeeld {\displaystyle n=5} is:
{\displaystyle 5!=1\cdot 2\cdot 3\cdot 4\cdot 5=120}
Het is afgesproken dat
{\displaystyle 0!=1}

## Benaderingen

### Formule van Stirling
Voor grote waarden van {\displaystyle n} kan de faculteit van dat getal met de formule van Stirling worden benaderd:
{\displaystyle n!\approx {\sqrt {2\pi n}}\left({\frac {n}{e}}\right)^{n}}
De benadering is voor kleine waarden van {\displaystyle n} onnauwkeurig, voor {\displaystyle n=1} bijvoorbeeld is {\displaystyle 1!=1}, maar {\displaystyle {\sqrt {2\pi \cdot 1}}\ (1/e)^{1}=0{,}92214\ldots }
De formule wordt veel in de statistische natuurkunde toegepast, waar {\displaystyle n} het aantal deeltjes is en het verschil tussen de echte waarde en de benadering met de formule van Stirling kan worden verwaarloosd. Onder staat een tabel met daarin voor een aantal waarden van {\displaystyle n}, de waarde voor {\displaystyle n!} en de benadering volgens Stirling.

### Gammafunctie
De gammafunctie
{\displaystyle \Gamma (z)=\int _{0}^{\infty }t^{z-1}e^{-t}dt}
is voor gehele getallen de faculteit, maar dan één verschoven:
{\displaystyle \Gamma (n+1)=n!}
De gammafunctie is voor alle complexe getallen gedefinieerd, met uitzondering van de negatieve gehele getallen {\displaystyle -1,-2,-3,\ldots }.

### Tabel
| {\displaystyle n} | {\displaystyle n!} | Stirling         |
| ----------------- | ------------------ | ---------------- |
| 10                | 3 628 800          | 3 598 695,624    |
| 20                | 0,24329 · 1019     | 0,2422 · 1019    |
| 30                | 0,26525 · 1033     | 0,2645 · 1033    |
| 40                | 0,8159 · 1048      | 0,8142 · 1048    |
| 50                | 0,3041 · 1065      | 0,3036 · 1065    |
| 100               | 0,9333 · 10158     | 0,9325 · 10158   |
| 1000              | 4,024 · 102567     | 4,024 · 102567   |
| 10 000            | 2,846 · 1035 659   | 2,846 · 1035 659 |

## Algoritme
Het onderstaande algoritme geschreven in Python berekent van een ingevoerd getal de faculteit.
```
getal
 
=
 
int
(
input
())

fac
 
=
 
getal

while
 
(
getal
 
>
 
2
):

    
getal
 
-=
 
1
 
#getal = getal -1

    
fac
 
*=
 
getal
 
#fac = fac * getal

print
(
"De faculteit van het ingevoerde getal is: "
,
fac
)

```

## Variaties
- Dubbelfaculteit
- Subfaculteit

## Websites
- rij A000142 in OEIS
- H Hofstede. Faculteit-Formules.